# Comuna Stepankî, Murovani Kurîlivți
Stepankî (în ucraineană Степанки) este o comună în raionul Murovani Kurîlivți, regiunea Vinnița, Ucraina, formată din satele Horai și Stepankî (reședința).

## Demografie
Componența lingvistică a satului Stepankî
     Ucraineană (98,14%)
     Rusă (1,73%)
     Alte limbi (0,13%)
Conform recensământului din 2001, majoritatea populației satului Stepankî era vorbitoare de ucraineană (98,14%), existând în minoritate și vorbitori de rusă (1,73%).